# 성유물

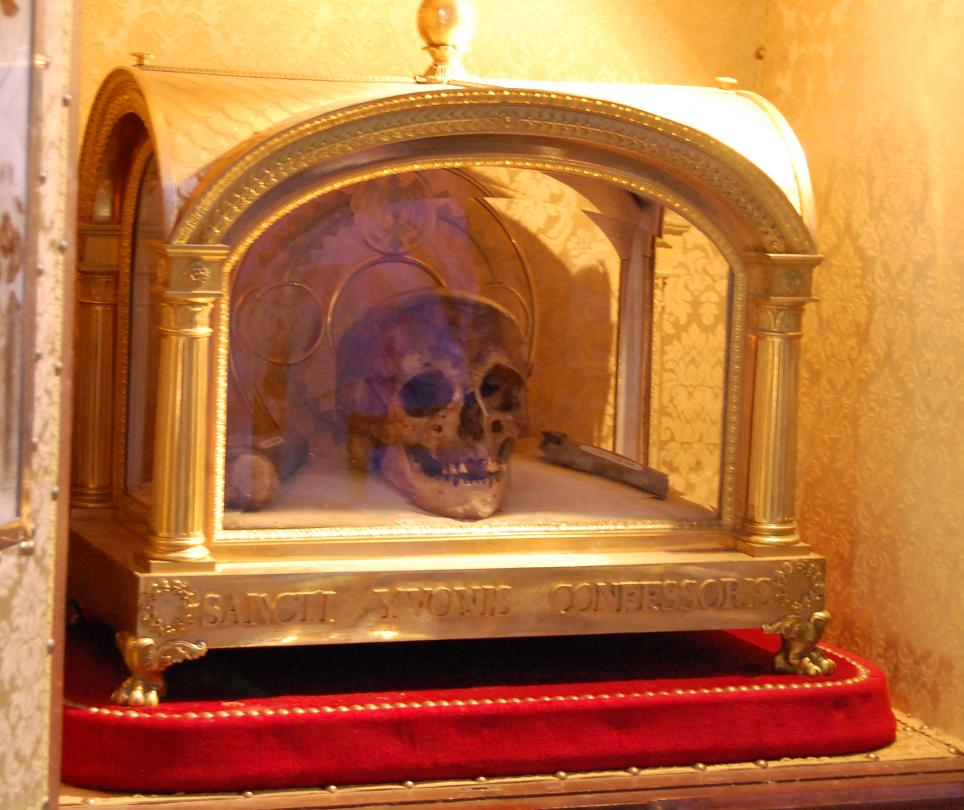

성유물(聖遺物)은 가톨릭과 정교회 등의 기독교에서 예수, 성모 마리아, 성 요셉, 사도 등등 성인과 관련이 있는 유물을 의미한다.

## 같이 보기
- 예수 관련 성유물
- 동방 박사 유물함